# The Slaughterhouse
The Slaughterhouse è il ventiseiesimo album da studio del cantante e musicista statunitense Prince, pubblicato nel 2004 dalla NPG Records.

## Tracce
1. Silicon – 4:17
2. S&M Groove – 5:10
3. Y Should Eye Do That When Eye Can Do This? – 4:33
4. Golden Parachute – 5:38
5. Hypnoparadise – 6:05
6. Props 'n' Pounds – 4:38
7. Northside – 6:34
8. Peace – 5:35
9. 2045: Radical Man – 6:34
10. The Daisy Chain – 6:13

Tracce 2 e 5 accreditate a "The Artist Formerly Known as Prince"; tracce 7-10 accreditate ai The New Power Generation.